# كفر بساط
قرية كفر بساط هي إحدى القرى التابعة لمركز طلخا في محافظة الدقهلية في جمهورية مصر العربية. حسب إحصاءات سنة 2006، بلغ إجمالي السكان في كفر بساط 3955 نسمة، منهم 2035 رجل و1920 امرأة.